# Герб Хмельницкой области
Герб Хмельницкой области (укр. Герб Хмельницької області) — символ и официальная эмблема Хмельницкой области Украины, составляющая вместе с флагом официальную символику органов городского самоуправления и областной исполнительной власти. Утверждён вместе с флагом 21 марта 2002 по решению 22-й сессии областного совета.
Герб представляет собой щит, рассечённый за лазурь и червлень, поверх всего золотое солнце под которым два противопоставленных хлебных колоса в виде литеры «Х» того же металла. Щит вписан в декоративный картуш и увенчан золотой раскрытой книгой.
Солнце выступает в качестве символа Подолья, красный цвет символизирует Волынь, колосья означают сельское хозяйство области и изображают букву «Х» (с неё начинается название области).